# 우륵의 5곡 사물
사물(思勿)은 악사(樂師) 성열현(省熱縣) 사람 우륵(于勒)의 12곡 가운데 제5곡명으로 향촌의 농악(農樂)과 관련한 향가이다.

## 사물 곡명의 원전사료
- 《삼국사기》에 우륵이 지은 12곡 가운데 5곡은 사물(思勿)[1]이다.

## 사물 곡명의 지명설
- 사물은 신라 때의 한 현(縣). 지금의 경상남도 사천군(泗川郡). 신라 때 우륵이 작곡한 가야고 열두 곡의 하나[2]라고 하였다.
- 경상남도 사천(泗川)지방의 당시 이름을 딴 이 곡은 그 지방에서 불리던 민요같은 노래를 가야금곡으로 편곡한 것으로 추정된다.[3]
- 사물은 이병도(李丙燾)·말송보화(末松保和)·양주동(梁柱東)·김동일(金東旭)·전중준명(田中俊明)·김태식은 사천(泗川)[4]으로 비정했다.
- 《신증동국여지승람》에, 본래 신라 사물현(史勿縣)은 경덕왕이 사수(泗水)라 고쳐서 고성군에 예속시켰다.[5]
- 경상남도 남부에 위치한 사천시(泗川市)는 삼한시대 변한 12국 중 일국으로, 신라 내해왕(209) 포상팔국(浦上八國)에 속한 한 나라로써 사물국(史勿國)에 예속시켰다.
- 사물(思勿)은 음운이 사물(史勿)과 같아서 사물국(史勿國)으로 별칭하고 있으나 본디 사물현(史勿縣)은 나라와 별개로 구분해야 하며, 역사 사(史)자와 생각 사(思)자는 뜻이 다르다.

## 사물(思勿)[6]곡명의 분석
| 곡 명                  | 별칭 및 작자                                     |
| ---------------------- | ------------------------------------------------ |
| 사내악(思內樂)         | 시뇌(時腦)라고도 한다. 내해왕(奈解王) 때 지은 것 |
| 사내기물악(思內奇物樂) | 원랑도(原郞徒)가 지은 것                         |
| 덕사내(德思內)         | 하서군(河西郡)의 악                              |
| 우남사내도(右南思內道) | 동벌군(同伐郡)의 악                              |

- 상기 사내(思內)․시뇌(時腦), 덕사내(德思內), 우남사내도(右南思內道) 등의 예시에서 곡명(曲名)은 지명(地名)과 일률적으로 연관성이 없음을 보여준다.
- 우륵의 12곡 가운데 다섯번째 곡조 사물(思勿)은 벼농사 김매기의 두레로 유희적인 농악놀이 향가로 유추한다.[7]